# Chironomus subviridis
Chironomus subviridis är en tvåvingeart som beskrevs av Jean-Jacques Kieffer 1918. Chironomus subviridis ingår i släktet Chironomus och familjen fjädermyggor.
Artens utbredningsområde är Polen. Inga underarter finns listade i Catalogue of Life.